# Šlovrenc
Šlovrenc é uma vila localizada no município de Brda na Eslovênia. Possuía uma população estimada de 102 habitantes em 2020.